# Škoda Kodiaq
El Škoda Kodiaq es un automóvil todocamino del segmento D que la marca checa Škoda puso a la venta en 2016. Tiene motor delantero transversal y carrocería de cinco puertas. Entre sus rivales se encuentran El Volkswagen Tiguan All Space Ford Kuga, Honda CR-V, Hyundai Santa Fe, Jeep Cherokee, Mitsubishi Outlander, Nissan X-Trail, Renault Koleos, Peugeot 5008 y Toyota RAV4.
El modelo se presentó como prototipo en el Salón del Automóvil de Ginebra de 2016 con la denominación Visión S, y como modelo de produccioń en el Salón del Automóvil de París de ese año.

## Presentación
El Kodiaq esta desarrollado bajo la plataforma MQB del grupo VW, compartida con los todocamino Volkswagen Tiguan, Audi Q3, SEAT Ateca, SEAT Tarraco y su hermano pequeño el Škoda Karoq Es el todocamino grande de la marca checa.  

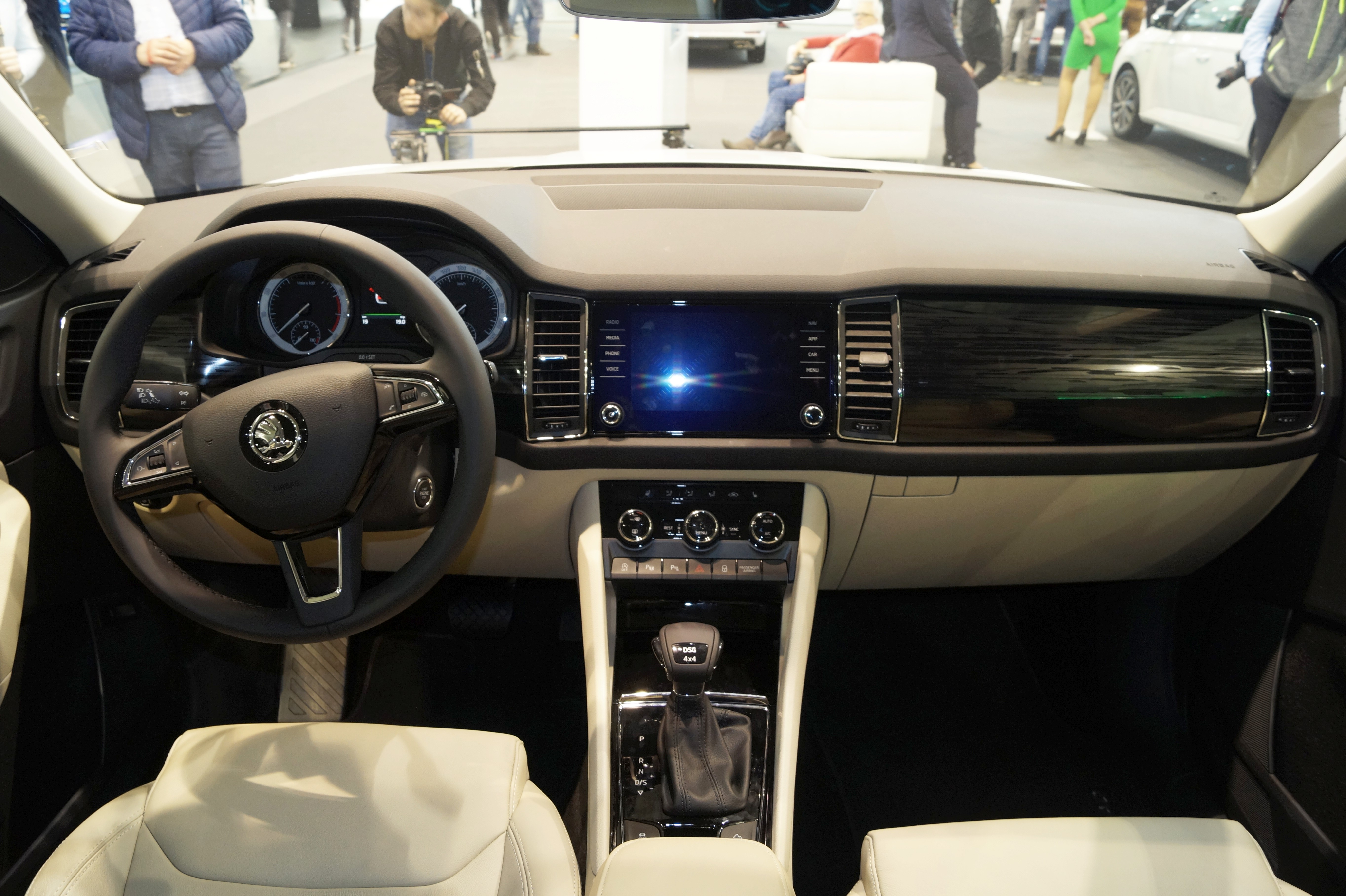
Interior del Kodiaq.
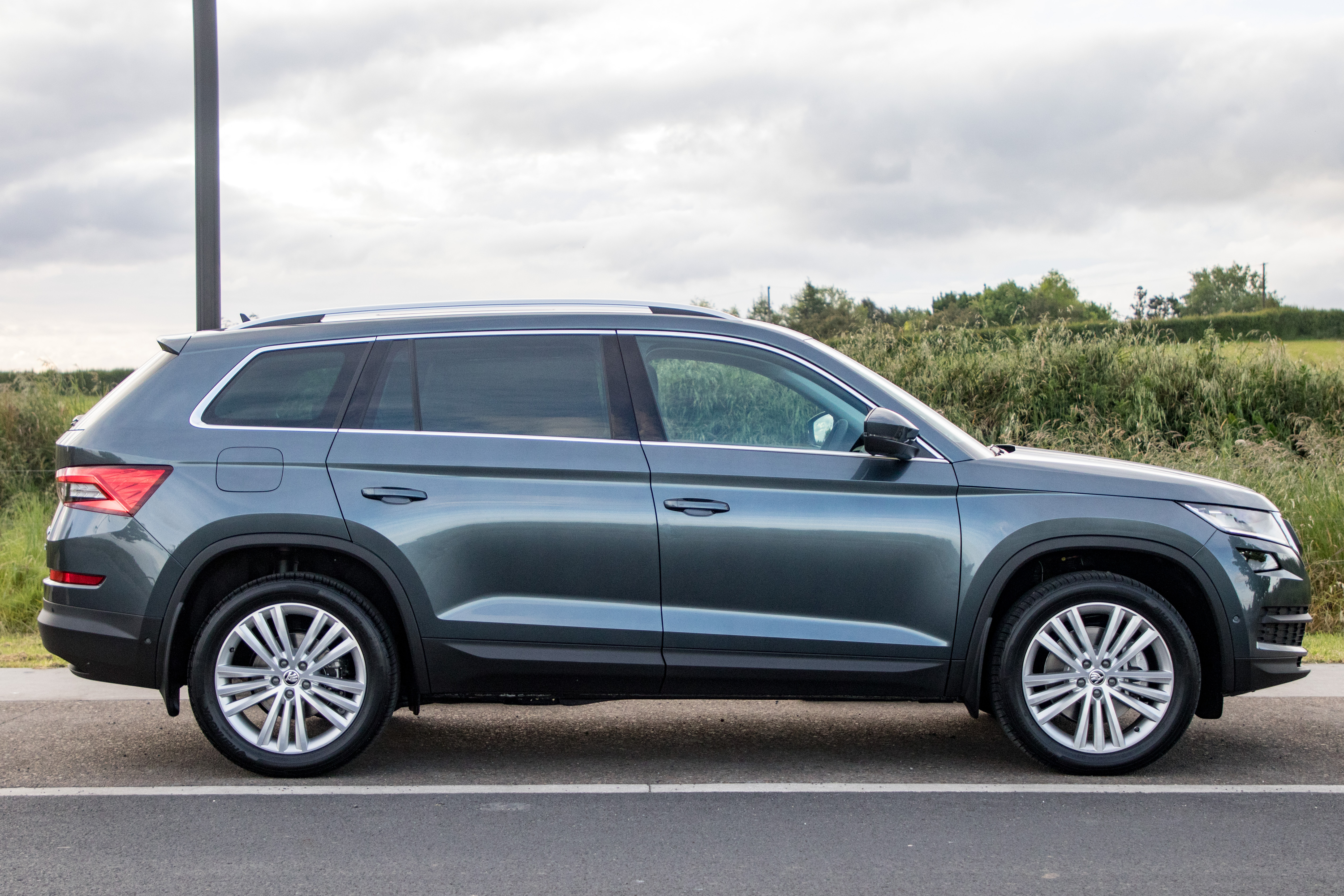
Parte lateral de la version Style
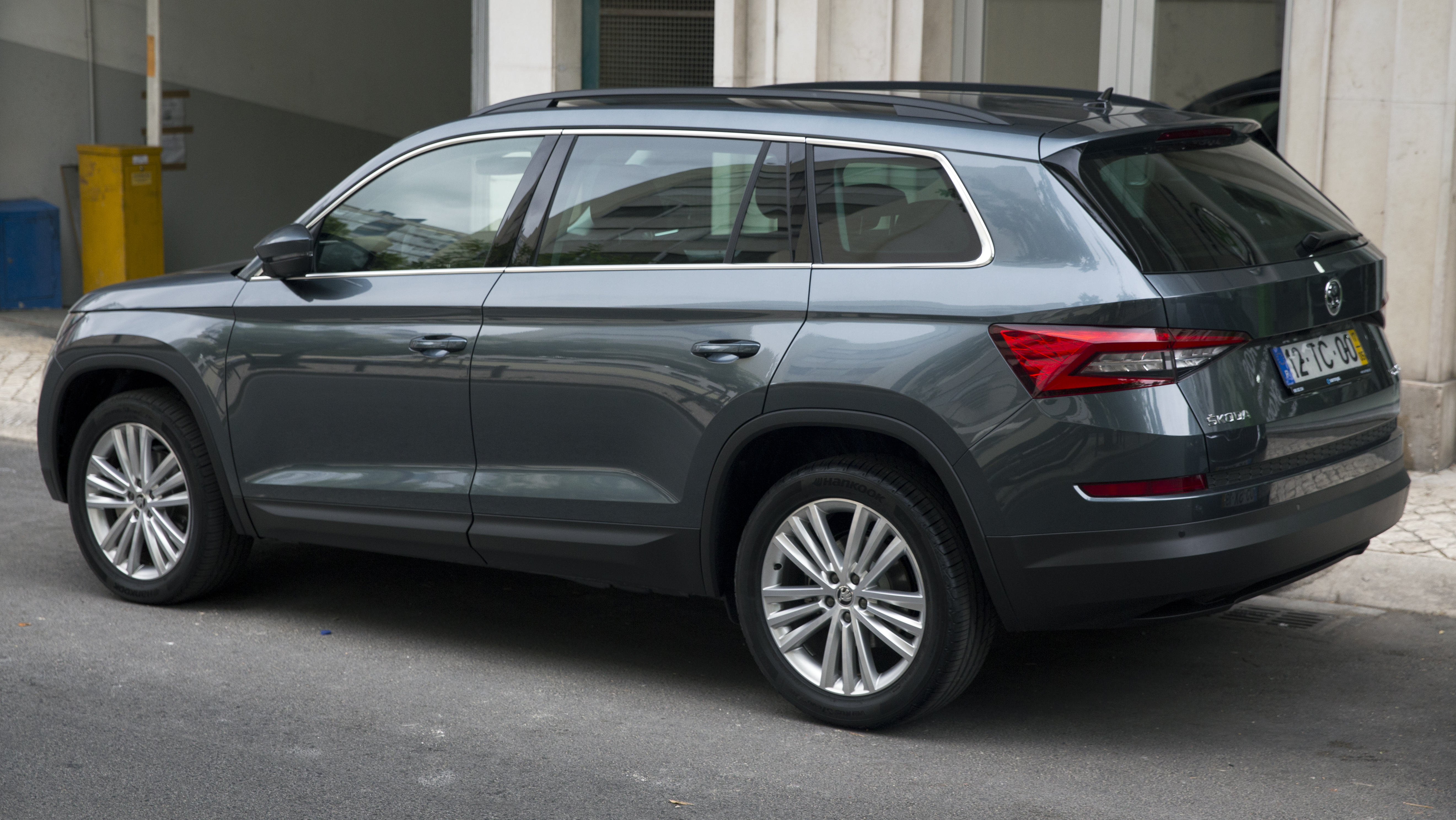
Parte Trasera Version Style
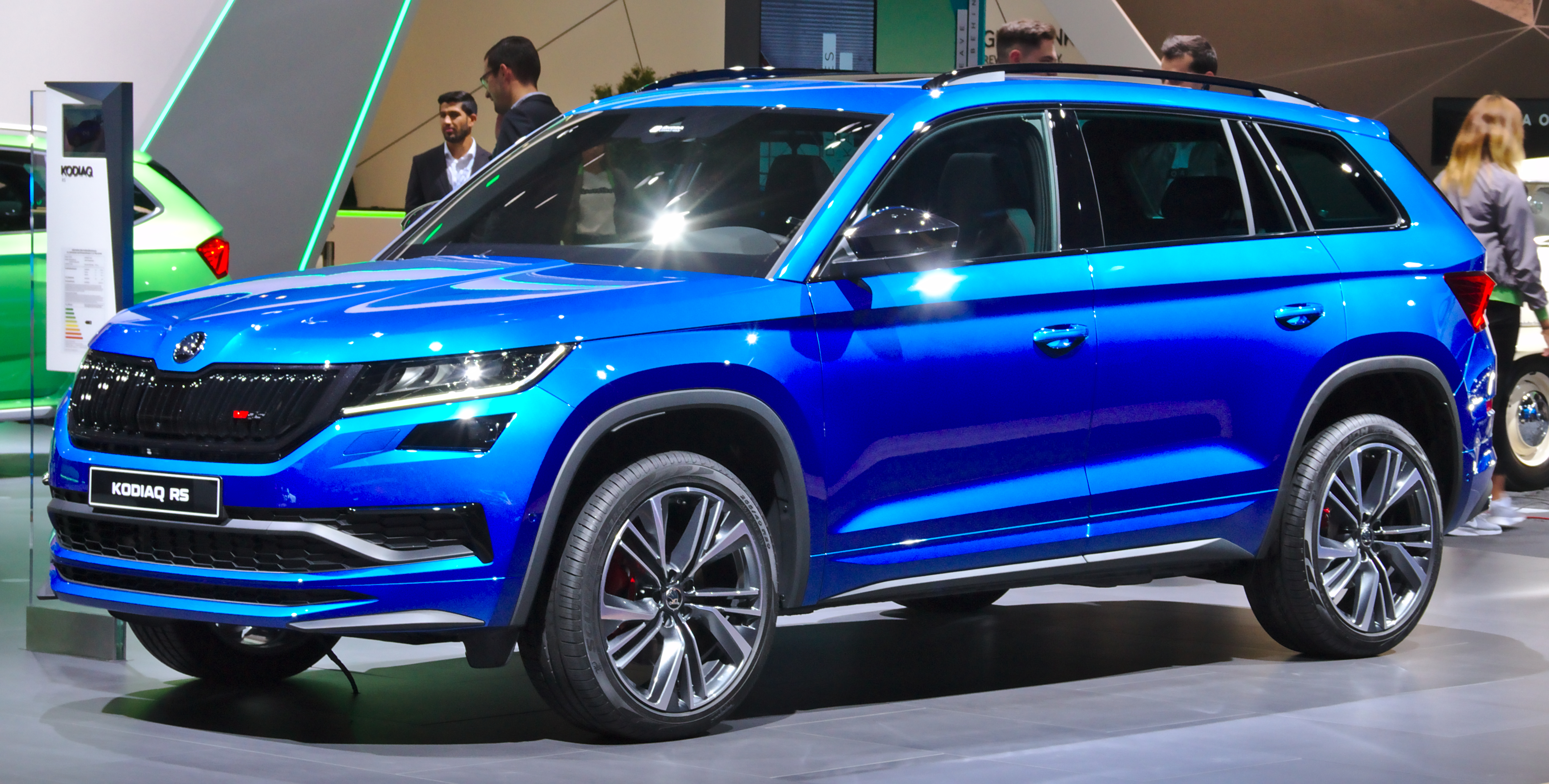
Parte lateral RS
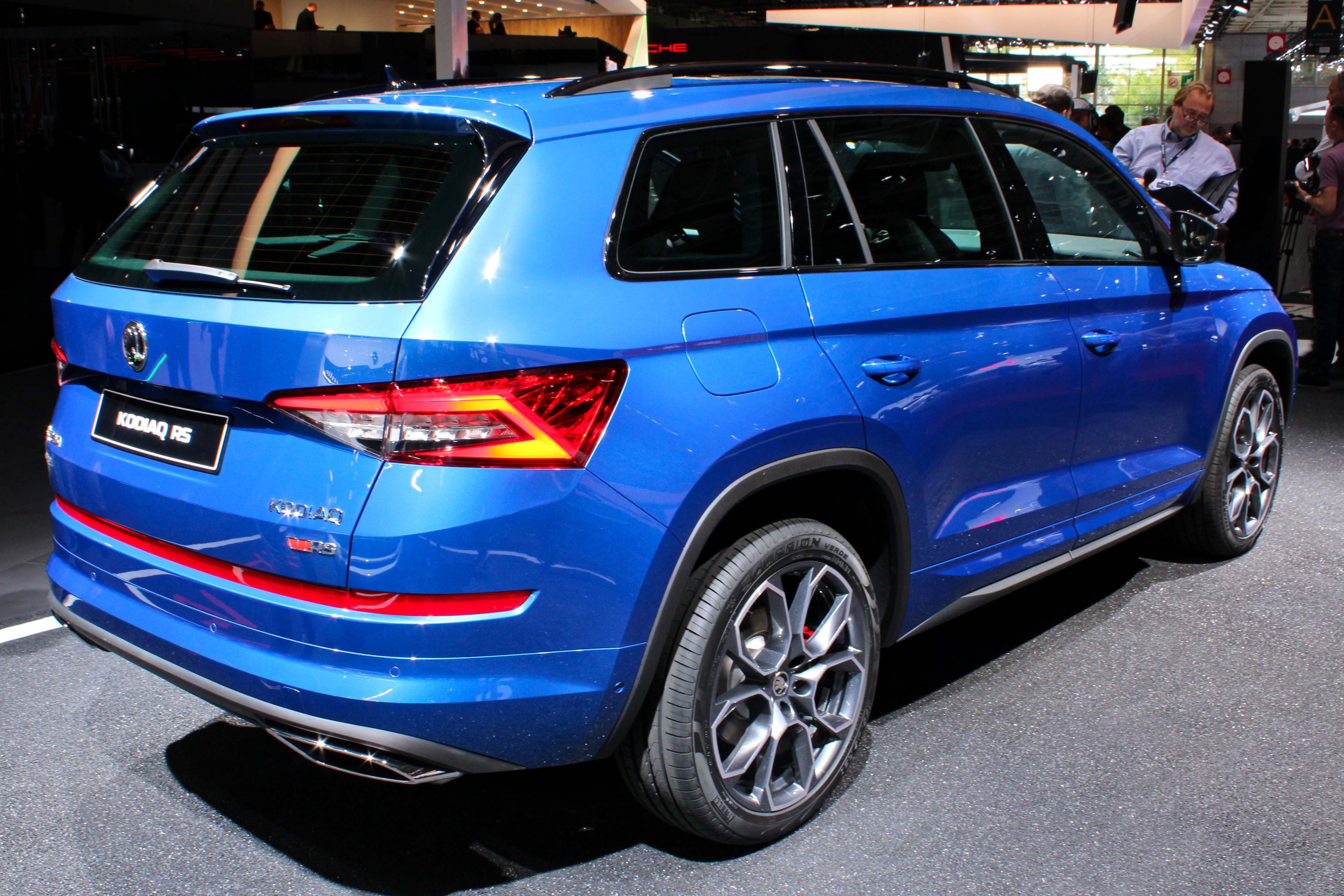
Parte Trasera RS

### Acabados
EL KODIAQ tiene 7 acabados los cuales son
- Active: Version base
- Ambition: Version intermedia
- Style: Version mas equipada
- Laurin & Klement: Version Elegante
- SPORTLINE: Version Con diseño deportivo
- SCOUT: Version campera
- RS: Version deportiva

### Motorizaciones
| Periodo                        | 2017-presente                                 | 2017-presente                                     | 2017-presente                                     | 2017-presente                                 |                           |
| Identificación del motor       | CZCA                                          | CZDA, CZEA                                        | CZPA                                              | CHHB                                          |                           |
| Tipo de motor                  | L4 16v, inyección directa, turbo, intercooler | L4 16v, inyección directa, turbo, intercooler     | L4 16v, inyección directa, turbo, intercooler     | L4 16v, inyección directa, turbo, intercooler |                           |
| Diámetro x carrera             | 74.5 mm × 80.0 mm                             | 74.5 mm × 80.0 mm                                 | 82.5 mm × 92.8 mm                                 | 82.5 mm × 92.8 mm                             |                           |
| Cilindrada                     | 1395 cm³                                      | 1395 cm³                                          | 1984 cm³                                          | 1984 cm³                                      |                           |
| Relación de compresión         | 10.5: 1                                       | 10.5: 1                                           | 9.6: 1                                            | 9.6: 1                                        |                           |
| Potencia máxima: CV (kW) @ rpm | 125 CV (92 kW) @ 5000-6000                    | 150 CV (110 kW) @ 5000-6000                       | 180 CV (132 kW) @ 3940-6000                       | 220 CV (162 kW) @ 4500-6200                   |                           |
| Par máximo: Nm @ rpm           | 200 Nm @ 1400-4000                            | 250 Nm @ 1500-3500                                | 320 Nm @ 1500-3940                                | 350 Nm @ 1700-5600                            |                           |
| Tracción                       | Delantera                                     | Delantera / Total (4x4)                           | Total (4x4)                                       | Total (4x4)                                   |                           |
| Transmisión                    | Manual, 6 velocidades                         | Manual, 6 velocidades / Automática, 7 velocidades | Manual, 6 velocidades / Automática, 7 velocidades | Automática, 7 velocidades                     | Automática, 7 velocidades |
| Peso                           | 1502-1730 kg                                  | 1546-1853 kg                                      | 1695-1895 kg                                      | 1775 kg                                       |                           |
| Aceleración 0–100 km/h         | 10.5-10.9 s                                   | 9.6-10.1 s                                        | 8.0-8.2 s                                         | 7.5 s                                         |                           |
| Velocidad máxima               | 189 Km/h                                      | 192-198 Km/h                                      | 205-207 Km/h                                      | 220 Km/h                                      |                           |
| Consumo combinado (L/100 km)   | 6.0-6.2                                       | 6.2-6.7                                           | 7.3-7.4                                           | 8.3                                           |                           |
| Normativa anticontaminación    | Euro 6                                        | Euro 6                                            | Euro 6                                            | Euro 6                                        |                           |

| Periodo                        | 2017-presente                                              | 2017-presente                                              |
| Identificación del motor       | DFGA                                                       | DFHA                                                       |
| Tipo de motor                  | L4 16v, inyección directa, common-rail, turbo, intercooler | L4 16v, inyección directa, common-rail, turbo, intercooler |
| Diámetro x carrera             | 81.0 mm × 95.5 mm                                          | 81.0 mm × 95.5 mm                                          |
| Cilindrada                     | 1968 cm³                                                   | 1968 cm³                                                   |
| Relación de compresión         | 16.5: 1                                                    | 16.5: 1                                                    |
| Potencia máxima: CV (kW) @ rpm | 150 CV (110 kW) @ 3500-4000                                | 190 CV (140 kW) @ 3500-4000                                |
| Par máximo: Nm @ rpm           | 340 Nm @ 1750-3000                                         | 400 Nm @ 1750-3250                                         |
| Tracción                       | Delantera / Total (4x4)                                    | Total (4x4)                                                |
| Transmisión                    | Automática, 7 velocidades                                  | Automática, 7 velocidades                                  |
| Peso                           | 1667-1968 kg                                               | 1752-1980 kg                                               |
| Aceleración 0–100 km/h         | 9.5-10.3 s                                                 | 8.9-9.1 s                                                  |
| Velocidad máxima               | 192-199 Km/h                                               | 209-210 Km/h                                               |
| Consumo combinado (L/100 km)   | 4.9-5.7                                                    | 5.7                                                        |
| Normativa anticontaminación    | Euro 6                                                     | Euro 6                                                     |